# Веяно
Веяно (італ. Vejano) — муніципалітет в Італії, у регіоні Лаціо,  провінція Вітербо.
Веяно розташоване на відстані близько 50 км на північний захід від Рима, 23 км на південь від Вітербо.
Населення — 2282 особи (2014).

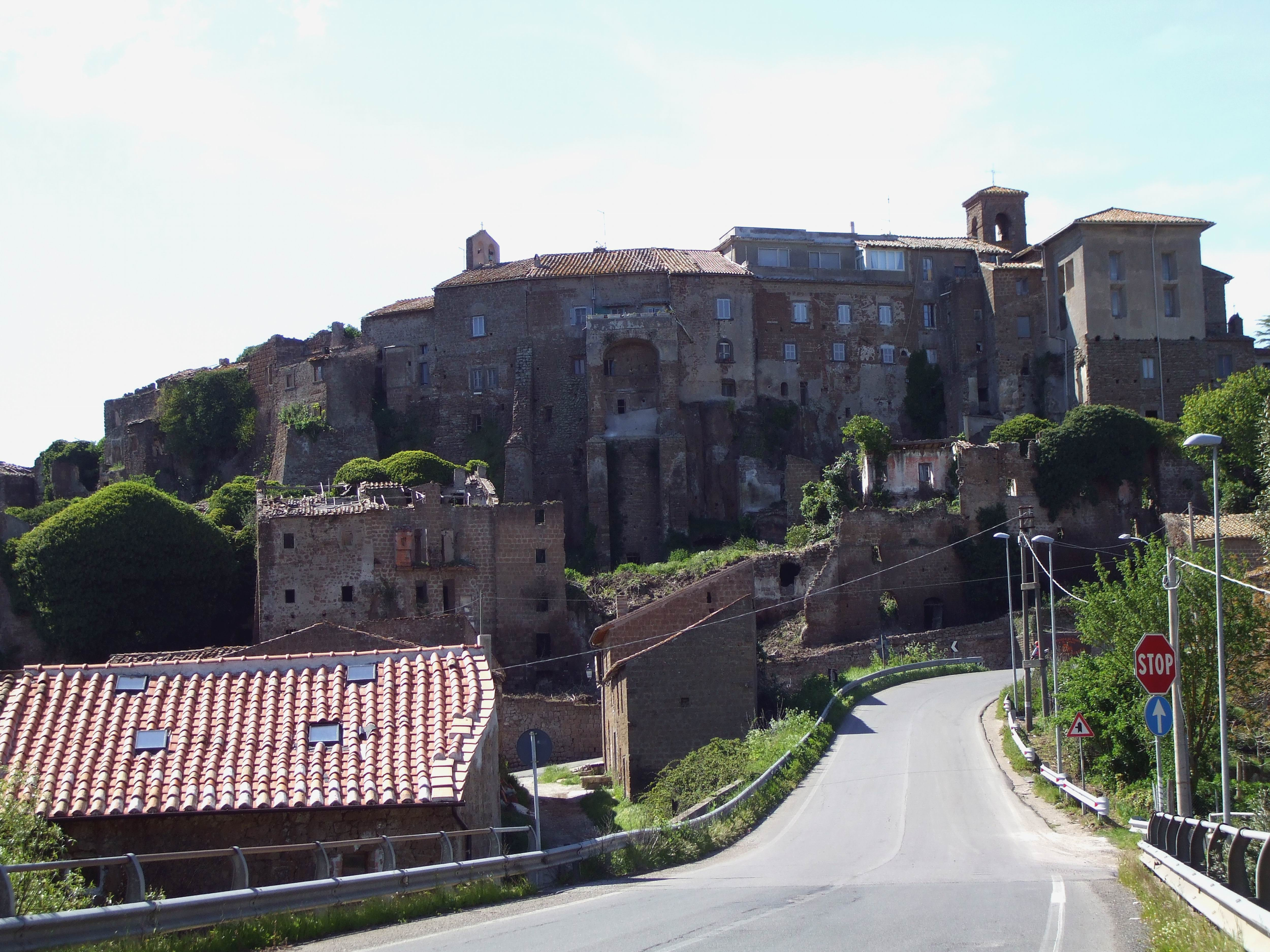

Щорічний фестиваль відбувається 29 січня. Покровитель — Sant'Orsio.

## Демографія
Населення за роками:

Станом на 1 січня 2023 року в муніципалітеті офіційно проживали 123 іноземці з 24 країн, серед них 66 громадян країн Євросоюзу та 4 громадяни України.

## Сусідні муніципалітети
- Барбарано-Романо
- Бассано-Романо
- Блера
- Канале-Монтерано
- Капраніка
- Оріоло-Романо
- Тольфа